# § 71-tilsynet
§ 71-tilsynet er Folketingets udvalg, som fører tilsyn med forholdene for administrativt frihedsberøvede, dvs. personer, som er tvangsindlagt, tilbageholdt eller lignende.
Udvalgets navn refererer til grundlovens § 71, der siger, at Folketinget skal nedsætte et udvalg, som fører tilsyn med forholdene for administrativt frihedsberøvede. Udvalget tager ikke stilling til, om en frihedsberøvelse er korrekt eller lovlig, det er der andre instanser til. Men de ser på, om forholdene er rimelige for de mennesker, som er frihedsberøvede. De træffer ikke afgørelser, men kommer med henstillinger og tager problemer op med ministrene.

## Ekstern henvisning
- § 71-tilsynet på Folketingets hjemmeside

| Myndighed | Spire Denne artikel om en offentlig myndighed er en spire som bør udbygges. Du er velkommen til at hjælpe Wikipedia ved at udvide den. |